# Asamblea Nacional del Perú (1919)
La Asamblea Nacional del Perú de 1919 fue la octava asamblea constituyente de la historia republicana peruana. Convocada por el presidente provisorio de la República Augusto B. Leguía, se instaló el 24 de septiembre de 1919 y estuvo en funcionamiento hasta el 27 de diciembre del mismo año. Su  principal labor fue sancionar una serie de reformas constitucionales previamente plebiscitadas, que derivó en la dación de la Constitución de 1920, aprobada el 27 de diciembre de 1919 y promulgada el 18 de enero de 1920. También proclamó a Leguía como Presidente Constitucional de la República, el 12 de octubre de 1919, luego de realizar el recuento de votos de las elecciones presidenciales realizadas meses atrás. Leguía inauguró así lo que se convirtió en un largo periodo presidencial, conocido después como el Oncenio.

## Contexto

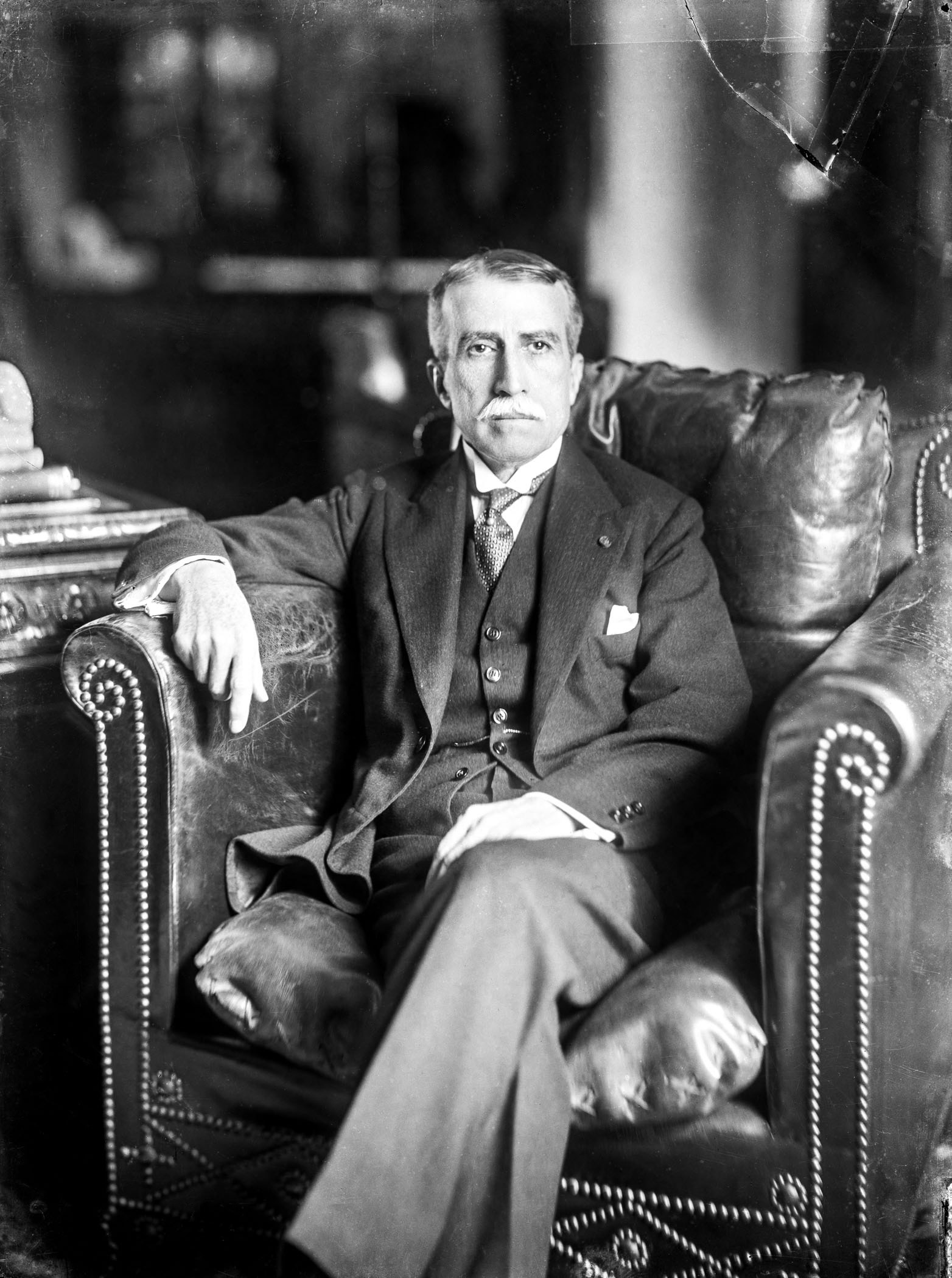
El presidente Augusto B. Leguía.

La República Aristocrática, iniciada en 1895 con Nicolás de Piérola, había mantenido una serie ordenada de gobiernos elegidos democráticamente, si exceptuamos el gobierno militar de 1914-1915. Esta secuencia se rompió en 1919. Augusto B. Leguía, que ya había sido presidente entre 1908 y 1912, volvió a postular en las elecciones presidenciales de 1919, donde obtuvo la mayoría de votos, pero alegando que su victoria no iba a ser reconocida por el gobierno civilista de José Pardo y Barreda, dio un golpe de Estado, apoyado por la gendarmería (4 de julio de 1919). Acto seguido, asumió el poder como presidente provisorio y disolvió el Congreso.
Leguía proclamó que con él se iniciaba un nuevo período en la historia peruana, al que llamó «Patria Nueva», pues pretendía modernizar al país a través de un cambio de relaciones entre el Estado y la sociedad civil. Y como es de suponer, el primer paso sería hacer reformas constitucionales.

## El plebiscito y las elecciones parlamentarias
Leguía convocó a plebiscito para la aprobación de las reformas que, a su juicio, debían incorporarse en el texto constitucional (regía entonces la Constitución de 1860, la más longeva de la historia del Perú). Convocó también a elecciones del Congreso, el cual, en los primeros treinta días, debía funcionar como Asamblea Nacional para sancionar las reformas previamente plebiscitadas.
Entre las reformas sometidas a plebiscito figuraba la renovación total del Poder Legislativo conjuntamente con la elección del Poder Ejecutivo, y con duración de cinco años para ambos poderes (es decir, similar al sistema actualmente vigente en el Perú). Era evidente que Leguía no quería que se repitiera la mala experiencia de su primer gobierno, en la que tuvo que lidiar con un parlamento adverso que se renovaba por tercios. Tuvo presente también el trágico ejemplo del presidente Guillermo Billinghurst, enfrentado a un parlamento hostil que provocó su derrocamiento en 1914. Otra reforma fundamental contemplada en el plebiscito era la elección del Presidente de la República y de los senadores y diputados por voto popular directo, así como la instalación de tres congresos regionales en el norte, centro y sur de la República, como medida descentralista.

## Labor parlamentaria
La Asamblea Nacional se instaló el 24 de septiembre de 1919, presidida por el sociólogo y jurisconsulto Mariano H. Cornejo (que oficiaba de ideólogo del gobierno). Este nuevo Parlamento designó a Leguía como Presidente Constitucional el 12 de octubre del mismo año, luego de hacer el recuento de votos de las elecciones presidenciales realizadas meses antes. De acuerdo a estos cómputos, Leguía había obtenido 122.736 votos, y su principal contrincante, Ántero Aspíllaga, 64.936. Completaban la lista: José Carlos Bernales, con 6.083 votos, e Isaías de Piérola, con 3.167. La Asamblea amplió el mandato presidencial de cuatro a cinco años, de modo que Leguía debía culminar su gobierno el 12 de octubre de 1924. Cabe señalar que hubo una flagrante contradicción legal en estas decisiones de la Asamblea, pues las elecciones presidenciales de 1919 se habían realizado bajo el imperio de la Constitución de 1860, según la cual, solo el Congreso anterior, el disuelto por Leguía, tenía la potestad de designar al Presidente. Asimismo, el mandato presidencial debía ser de cuatro años, pues así lo estipulaba dicha carta de 1860, que seguía vigente. En definitiva, la Asamblea Nacional se arrogó de facultades que no le correspondían.
Realizadas las reformas, se promulgó la nueva Constitución el 18 de enero de 1920. Así se inauguró el segundo gobierno de Leguía, el cual se prolongó por once años, ya que se reeligió en 1924 y en 1929, tras sendas reformas constitucionales. Por eso se le conoce como el Oncenio.

## La Constitución de 1920

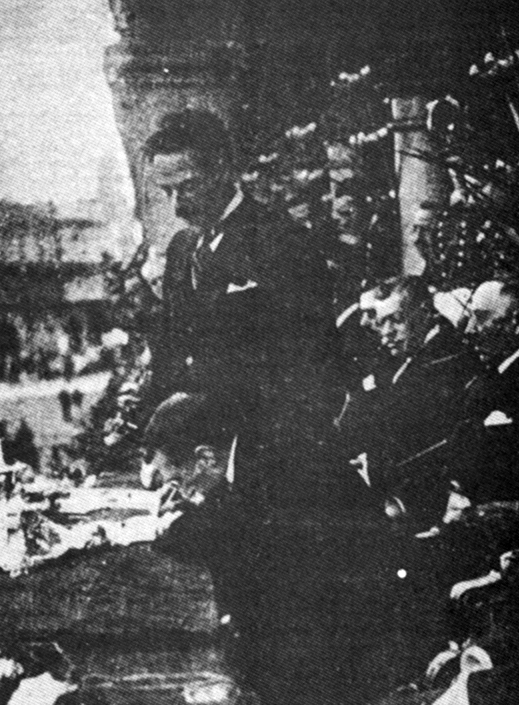
El Presidente constitucional de la República del Perú, Augusto B. Leguía, firma en los balcones de la Municipalidad de Lima la autógrafa de la Constitución de 1920.

Esta Constitución fue de carácter progresista. Además de las reformas políticas que ya hemos mencionado (renovación simultánea de los poderes ejecutivo y legislativo, aumento del mandato presidencial de 4 a 5 años, voto directo en las elecciones presidenciales y parlamentarias, congresos regionales), estableció que las garantías individuales no podían ser suspendidas por ningún motivo, así como la elección popular de los municipios. Declaró además la protección del Estado a la raza aborigen y reconoció la existencia legal de las comunidades indígenas. Pero muchas de sus innovaciones de corte progresista no fueron implementadas y quedaron en el papel.
Esta Constitución estuvo en vigencia hasta el 9 de abril de 1933, cuando lo reemplazó la Constitución de 1933. Se puede decir entonces que solo duró lo que duró el régimen leguiísta.